# Microlicia carrasci
Microlicia carrasci är en tvåhjärtbladig växtart som beskrevs av Markgr.. Microlicia carrasci ingår i släktet Microlicia och familjen Melastomataceae. Inga underarter finns listade i Catalogue of Life.